# Шпела Перше
Шпела Перше (словен. Špela Perše, 4 серпня 1996) — словенська плавчиня.
Учасниця Олімпійських Ігор 2016 року, де в плаванні на відкритій воді на 10 км посіла 16-те місце.